# Évariste Payer
Évariste Payer (né le 12 décembre 1887 à Rockland, dans la province de l'Ontario au Canada et mort le 1er septembre 1963) est un joueur professionnel canadien de hockey sur glace. 

## Carrière en club
Il passe professionnel avec les Canadiens de Montréal  dans l'Association nationale de hockey en 1910.

## Statistiques
| Saison    | Équipe                | Ligue |                            | Saison régulière           | Saison régulière           | Saison régulière           | Saison régulière           | Saison régulière           |                            | Séries éliminatoires       | Séries éliminatoires       | Séries éliminatoires       | Séries éliminatoires | Séries éliminatoires |
| Saison    | Équipe                | Ligue | PJ                         | B                          | A                          | Pts                        | Pun                        | PJ                         | B                          | A                          | Pts                        | Pun                        |                      |                      |
| 1909-1910 | Seniors de Rockland   | LOHA  | Statistiques indisponibles | Statistiques indisponibles | Statistiques indisponibles | Statistiques indisponibles | Statistiques indisponibles | Statistiques indisponibles | Statistiques indisponibles | Statistiques indisponibles | Statistiques indisponibles | Statistiques indisponibles |                      |                      |
| 1910-1911 | Canadiens de Montréal | ANH   | 5                          | 0                          | 0                          | 0                          | 3                          | -                          | -                          | -                          | -                          | -                          |                      |                      |
| 1911-1912 | Hochelaga de Montréal | LHCM  | 7                          | 6                          | 0                          | 6                          | 6                          | -                          | -                          | -                          | -                          | -                          |                      |                      |
| 1911-1912 | Canadiens de Montréal | ANH   | 4                          | 1                          | 0                          | 1                          | 0                          | -                          | -                          | -                          | -                          | -                          |                      |                      |
| 1912-1913 | Champêtre de Montréal | LHCM  | 12                         | 13                         | 0                          | 13                         | 15                         | 1                          | 1                          | 0                          | 1                          | 0                          |                      |                      |
| 1913-1914 | Champêtre de Montréal | LHCM  | 10                         | 10                         | 0                          | 10                         | 20                         | -                          | -                          | -                          | -                          | -                          |                      |                      |
| 1914-1915 | Seniors de Rockland   | LOHA  | Statistiques indisponibles | Statistiques indisponibles | Statistiques indisponibles | Statistiques indisponibles | Statistiques indisponibles | Statistiques indisponibles | Statistiques indisponibles | Statistiques indisponibles | Statistiques indisponibles | Statistiques indisponibles |                      |                      |
| 1917-1918 | Canadiens de Montréal | LNH   | 1                          | 0                          | 0                          | 0                          | 0                          | -                          | -                          | -                          | -                          | -                          |                      |                      |
| 1917-1918 | Seniors de Rockland   | LOHA  | Statistiques indisponibles | Statistiques indisponibles | Statistiques indisponibles | Statistiques indisponibles | Statistiques indisponibles | Statistiques indisponibles | Statistiques indisponibles | Statistiques indisponibles | Statistiques indisponibles | Statistiques indisponibles |                      |                      |

## Trophées et distinstions

### LHCM
- Il est nommé dans la 1re équipe d'étoiles en 1911-1912 et en 1912-1913.
- Il est nommé dans la 2e équipe d'étoiles en 1913-1914.

## Transactions en Carrières
- Le 23 janvier 1911, il signe avec les Canadiens de Montréal.
- Le 19 février 1912, il signe les Canadiens de Montréal.
- Le 29 janvier 1918, il signe avec les Canadiens de Montréal.